# Макрушин, Андрей Валентинович
Андрей Валентинович Макрушин (род. 15 июля 1934, Москва) — советский и российский биолог (зоолог-гидробиолог). доктор биологических наук.
Направление научной деятельности: биоиндикация качества вод; покоящиеся стадии первичноводных беспозвоночных; эволюционная биогеронтология; эволюционная онкология.

## Биография
Окончил биолого-почвенный факультет Ленинградского государственного университета им. А. А. Жданова в 1961 году.
С 1968 года кандидат биологических наук; защитил в Государственном научно-исследовательском институте озёрного и речного рыбного хозяйства (ГосНИОРХ) (Ленинград) кандидатскую диссертацию по специальности № 105 — гидробиология на тему: — «Функциональная пластичность воспроизводительной системы некоторых ветвистоусых раков и её адаптивное значение».
С 1989 года доктор биологических наук; защитил в Институтe эволюционной морфологии и экологии животных имени А. Н. Северцова (ИЭМЭЖ) (Москва) докторскую диссертацию по специальности 03.0.08 — зоология на тему: — «Формирование репродуктивных адаптаций у палеолимнических беспозвоночных».
Работает главным научным сотрудником в лаборатории экологической биохимии Института биологии внутренних вод им. И. Д. Папанина РАН (Борок).
Широкую известность получил после выдвижения совместно с В. В. Худолеем гипотезы об эволюционном возникновении механизма старения и онкогенеза в 1991 году, которую развивает до сих пор:

Предлагается гипотеза, объясняющая природу старения и онкогенеза. Она основана на представлении, согласно которому унитарный организм — это модуль колонии, утративший способность размножаться бесполо. Эволюционным предшественником старческой инволюции было итеропарное бесполое размножение модулей колонии, эволюционным предшественником онкогенеза — их семельпарное бесполое размножение, а эволюционным предшественником регрессии опухоли — переход модуля колонии от семельпарного к итеропарному бесполому размножению. При старении и при онкогенезе в унитарном организме возникают донорно-акцепторные связи модуля колонии. Механизм старения и онкогенеза возник на этапе эволюции, когда нервной и эндокринной систем у Metazoa ещё не было.
(Семельпарное размножение — размножение, при котором модуль гибнет после первого же его акта; при итеропарном размножении модуль стареет и умирает после нескольких актов размножения.)
Ряд исследователей, в частности Ю. А. Лабас, А. Г. Бойко, А. В. Гордеева интерпретировали результаты экспериментов Конрада Хочедлингера (Konrad Hochedlinger), как верификацию гипотезы А. В. Макрушина и В. В. Худолея в той части, что рак действительно является генетической программой:

По А. В. Макрушину, онкогенез — это переход унитарного организма в модульное состояние, а опухоль — атавистический растущий готовящийся к диапаузе модуль. Следовательно, геном раковых клеток не должен быть поврежден мутациями и отличаться от генома клеток остального организма, а онкогенез — всего лишь реализация генетической программы. Такое соображение недавно подтверждено, неоспоримо верифицируя гипотезу А. В. Макрушина, — доказано, что раковые клетки при определённых условиях могут превратиться в нормальные. Ядра из клеток меланомы перемещались в яйцеклетки мыши, которые начинали развиваться. Из эмбрионов извлекали СК и помещали в бластоцисты мыши. Некоторые из этих эмбрионов развились в здоровых мышей. Важно, что СК от клонированной меланомы были включены в большинство, если не во все ткани взрослых мышей. Если раковые клетки могут развиться в нормальные здоровые клетки, то этот факт доказывает гипотезу А. В. Макрушина: онкогенез — результат не накопления мутаций, а включения генетической программы. Эти мысли совпадают с мнением А. И. Голубева и В. М. Дильмана о том, что размножение опухолевых клеток является их подготовкой к будущей дифференциации.

## Важнейшие работы, посвященные проблеме старения
- Макрушин А. В. ГИПОТЕЗА О ВОЗНИКНОВЕНИИ МЕХАНИЗМА СТАРЕНИЯ // Успехи геронтол. — 2010. — Т. 23, № 3. — С. 346—348.
- Макрушин А. В. Старение и канцерогенез — атавистические процессы, унаследованные от модульных предков: гипотеза // Успехи геронтол. — 2009. — Т. 22, № 2. — С. 228—232.
- Макрушин А. В. Как и почему возникли механизмы старения и онкогенеза: гипотеза // Журн. общ. биол. — 2008. — Т. 69, № 1. — С. 19—24.
- Макрушин А. В. ПЕРВИЧНЫЙ МЕХАНИЗМ СТАРЕНИЯ: ГИПОТЕЗА. — Успехи геронтол. — 2006. — С. 25–27.
- Макрушин А. В. Эволюционные предшественники онкогенеза и старческой инволюции // Успехи геронтологии. — 2004. — Вып. 13. — С. 32—43.
- Макрушин А. В., Худолей В. В. Опухоль как атавистическая адаптивная реакция на условия среды // Журн. общ. биол.. — 1991. — Т. 52, № 5. — С. 717—722.

- А. В. Макрушин. Строение эфиппия у Eurycercus (Cladocera, Crustacea). Биология внутренних вод. 1967. № 1. С. 27-31.
- А. В. Макрушин. Состояние яичника эфиппиальных самок некоторых видов Cladocera (Crustacea). Изв. ГосНИОРХ. 1968. Т. 67. С. 365—369.
- А. В. Макрушин. Исследование оогенеза Cladocera (Crustacea). Зоол. ж. 1969. Т. 48. № 12. С. 1788—1792.
- А. В. Макрушин. Изменения в организме самок некоторых Cladocera (Crustacea) при переходе к гамогенезу. Зоол. ж. 1970. Т. 49. № 10. С. 1573—1575.
- А. В. Макрушин. Заболевания Moina (Cladocera, Crustacea)), связанные с особенностями вынашивания самками этого вида партеногенетической молоди. Гидроб. ж. 1971. № 3. С. 72-77.
- А. В. Макрушин. Случай развития партеногенетического эмбриона в яичнике Moina (Cladocera, Crustacea). Вест. зоологии. 1971. № 4. С. 72
- А. В. Макрушин. Протоэфиппиальные железы Cladocera (Crustacea). Зоол. ж. 1972. Т. 51. №.11. C. 1736—1738.
- А. В. Макрушин. Адаптация Polyphemus (Cladocera, Crustacea) к короткой северной осени. Зоол. ж. 1973. Т. 53. № 12. С. 1870—1872.
- А. В. Макрушин. Возможности и роль биологического анализа в оценке степени загрязнения вод. Гидроб. ж. 1974. Т. 10. № 2. С. 98-104.
- А. В. Макрушин. Биологический анализ качества вод (под ред. Г. Г. Винберга). Зоол. ин-т АН СССР. 1974. 60 с.
- А. В. Макрушин. Библиографический указатель по теме «Биологический анализ качества вод» с приложением списка организмов-индикаторов загрязнения. Зоол. ин-т АН СССР. 1974. 53 с.
- А. В. Макрушин. Применение гистологической методики в токсикологических исследованиях на дафниях. Изв. ГосНИОРХ. 1974. Т. 98. С. 40-43.
- А. В. Макрушин. Некоторые особенности воспроизводительной системы Cladocera (Crustacea). Зоол. ж. 1976. Т. 55. № 8. С. 1143—1148.
- А. В. Макрушин, Л. А. Кутикова. Сравнительная оценка методов Пантле и Букка в модификации Сладечека и Зелинки и Марвана. Сб. Методы биологического анализа пресных вод. Зоол. ин-т АН СССР. 1976. С. 90-95.
- А. В. Макрушин. Ветвистоусые ракообразные как индикаторы загрязнения вод. Гидроб. ж. 1976. Т. 12. № 5. С. 101—104.
- А. В. Макрушин, А. Ф. Алимов. Гидробиологические методы контроля качества вод. Гидроб. ж. 1976. Т. 12. № 5. С. 127—130.
- А. В. Макрушин. Ангидробиоз и структура желтка яиц Cladocera (Crustacea). Зоол. ж. 1978. Т. 57. № 3. С. 364—374.
- А. В. Макрушин. Цикличность размножения ветвистоусых ракообразных и среда. Гидроб. ж. 1978. Т. 14. № 2. С.3-8.
- А. В. Макрушин. Поведение Moina (Cladocera, Crustacea) при откладке эфиппия. Сб. Изучение поведения водных беспозвоночных в естественных условиях. 1978. С. 25-26.
- А. В. Макрушин. Биоиндикация загрязнения внутренних водоемов. Сб. Биологические методы оценки природной среды. 1978. С. 123—137.
- А. В. Макрушин. Адаптации первичноводных животных к обитанию в континентальных водоемах. Журн. общ. биол. 1979. Т. 40. № 5. С. 698—705.
- А. В. Макрушин, Л. В. Полищук. О механизме снижения плодовитости при ухудшении условий питания у Moina (Cladocera, Crustacea). Зоол. ж. 1979. Т. 58. № 10. С. 1587—1589.
- А. В. Макрушин. Ангидробиоз и эволюция структуры желтка яиц Cladocera (Crustacea). Зоол. ж. 1980. Т. 59. № 3. С. 368—374.
- А. В. Макрушин. Гемоциты Mytilus и Macoma (Bivalvia). Зоол. ж.. 1981. Т. 60. № 2. С. 306—309.
- А. В. Макрушин. Устойчивость к высушиванию латентных яиц Sida и Moina (Cladocera, Crustacea). Зоол. ж. 1981. Т. 60. № 6 С. 933—935.
- А. В. Макрушин. Покоящиеся эмбрионы и почки первичноводных беспозвоночных. Журн. общ. биол. 1981. Т. 42. № 6. С. 834—843.
- А. В. Макрушин. Циклы яичников Daphnia и Moina (Cladocera, Crustacea). Гидроб. ж. 1981. Т. 17. № 5. С. 66-70.
- А. В. Макрушин. Гипотеза о причине неполной согласованности цикла поколений Cladocera (Crustacea) с динамикой внешних условий. Биология моря. 1981. № 6. С. 26-29.
- А. В. Макрушин. Геммулы Halichondria (Spongia). Сб. Повышение продуктивности и рациональное использование биологических ресурсов Белого моря. 1982. С. 51-52.
- А. В. Макрушин. Эмбриональная диапауза Eurytemora (Copepoda, Crustacea). Сб. Повышение продуктивности и рациональное использование биологических ресурсов Белого моря. 1982. С. 53-54.
- А. В. Макрушин. Г. И. Маркевич. Об образовании эфиппия у некоторых Cladocera (Crustacea). Зоол. ж. 1982. Т. 61. № 9. С. 1425—1428.
- З. Н. Чиркова, А. В. Макрушин. О строении эфиппия у Ilyocryptus (Cladocera, Crustacea). Зоол. ж. 1983. Т. 62. № 5. С. 799—801.
- А. В. Макрушин. Латентные яйца Calanoida (Crustacea). Журн. общ. биол. 1983. Т. 44. № 4. С. 541—546.
- А. В. Макрушин, А. П. Кондратенков. Зависимость способа размножения беломорских Podonidae (Cladocera, Crustacea) от плотности популяции. Гидроб. ж. 1983. Т. 19. № 3. С. 104—105.
- А. В. Макрушин. Разнообразие в строении эфиппия у Macrothricudae (Cladocera, Crustacea) и вопрос о естественности этого семейства. Зоол. ж. 1985. Т. 64. № 2. С. 212—216.
- А. В. Макрушин. Особенности воспроизводительной системы Polyphemoidea, Penilia и Moina (Cladocera, Crustacea), связанные с утратой желтка субитанными яйцами. Зоол. ж. 1985. Т. 64. № 5. С. 609—612.
- Т. А. Гроздилова, А. В. Макрушин. Acartia (Copepoda, Crustacea) — промежуточный хозяин Brachyphallus crenatus (Trematoda). Сб Экологические исследования перспективных объектов марикультуры в Белом море. 1985. С. 84-86.
- А. В. Макрушин. Ангидробиоз первичноводных беспозвоночных.. Л.: Наука. 1985. 104 с.
- А. В. Макрушин. Покоящиеся стадии Hydroidea. Зоол. ж. 1986. Т. 65. № 8. С. 1254—1258.
- А. В. Макрушин Ангидробиоз и структура желтка латентных яиц Calanoida (Crustacea). Журн. общ. биол. 1987. Т. 48. .№.6. С. 756—762.
- А. В. Макрушин. Покоящиеся стадии морских и солоноватоводных многоклеточных беспозвоночных. Журн.. общ. биол. 1988. Т. 47. № 6. С. 816—822.
- А. В. Макрушин. Покоящиеся стадии Flustrellidra (Ctenostomata, Gymnolaemata) из Белого моря. Зоол. ж. 1988. Т. 67. № 6. С. 935—937.
- А. В. Макрушин. О морфологическом и биологическом разнообразии покоящихся стадий у первичноводных беспозвоночных. Вест. зоологии. 1988. № 5. С. 81-82.
- А. В. Макрушин. Устойчивость к высушиванию латентных яиц Bosmina (Cladocera, Crustacea) и их реактивация. Зоол. ж. 1989. Т. 68. № 10. С. 132—134.
- А. В. Макрушин, Н. М. Аршаница, Т. К. Мосиенко, И. Д. Чинарева, Е. В. Сношкина. Сопоставление результатов применения разных методов биологического анализа качества вод. Сб. н. тр. ГосНИОРХ. 1989. № 291. С. 117—123.
- А. В. Макрушин О причине и следствиях эмбриональной диапаузы у первичноводных беспозвоночных. Журн. общ. биол. 1990. Т. 51, № 4. С. 476—482.
- А. В. Макрушин. Адаптации Flustrellidra (Ctenostomata, Gymnolaemata) к условиям обитания в Белом море. 8-й Всес. кол. по ископаемым и современным мшанкам. Таллин. 1990. С. 32-34.
- А. В. Макрушин. Значение некоторых особенностей структуры желтка для процветания ветвистоусых ракообразных в пресных водах. Журн. общ. биол. 1991. Т. 52. № 1. С. 62-72.
- А. В. Макрушин. Об эфиппии Echinisca (Cladocera, Crustacea). Зоол. ж. 1991. Т. 70. № 2. С. 136—138.
- А. В. Макрушин, В. В. Худолей. Опухоль как атавистическая адаптивная реакция на условия среды. Журн. общ. биол. 1991. Т. 52. № 5. С. 717—722.
- А. В. Макрушин. Эволюция воспроизводительной системы ветвистоусых ракообразных. Сб. Современные проблемы изучения ветвистоусых ракообразных. 1992. С. 46-64.
- А. В. Макрушин, Л. М. Семенова. Ангидробиоз и структура желтка яиц Ostracoda (Crustacea). Зоол. ж. 1992. Т. 71. № 8. С. 144—148.
- А.V. Makrushin. Convergence in resting stages of primitive Invertebrates. Internat. symp. «Diapause in Crustacea». St.-Petersburg. 1994. P. 19-20.
- А. В. Макрушин, А. Е. Жохов. Sida (Cladocera, Crustacea) — новый дополнительный хозяин Bunodera. Паразитология. 1995. № 1. С. 58-59.
- А. В. Макрушин. Гистопатологическое обследование некоторых ветвистоусых ракообразных Рыбинского водохранилища. Зоол. ж. 1995. Т. 74. № 9. С. 128—130.
- А. В. Макрушин Об адаптивной дезинтеграции беспозвоночных. Журн. общ. биол. 1996. Т. 57. № 1. С. 87-90.
- А. В. Макрушин. Об эмбриональной диапаузе первичноводных беспозвоночных. Журн. эволюционной биохимии и физиологии. 1996. Т. 32. № 4. С. 537—539.
- А. В. Макрушин. Диапауза и опухоли. Журн. эволюционной биохимии и физиологии. 1996. Т. 32. № 5. С. 650—655.
- А. В. Макрушин. Адаптивнная роль реакций, ведущих к саморазрушению Журн. эволюционной биохимии и физиологии. 1997. Т. 33. №.2. С. 250—252.
- А. В. Макрушин. Рассмотрение некоторых адаптаций беспозвоночных в связи со сравнительной патологией воспаления. Журн. эволюционной биохимии и физиологии. 1997. Т. 33. № 4-5. С. 570—574.
- А. В. Макрушин. Опыт биоиндикации загрязнения по результатам гистопатологического обследования печени моллюсков. Биология внутренних вод. 1998. № 3. С. 90-94.
- А. В. Макрушин, Р. А. Запруднова. О патологическом изменении выводковой сумки Leptodora kindti (Cladocera, Crustacera). Зоол. ж. 2000. Т. 79. № 6. С. 742—744.
- А. В. Макрушин. Гистопатологическое обследование беспозвоночных верхневолжских водохранилищ. Сб. н. тр. ГосНИОРХ. 2000. № 326. С. 226—233.
- А. В. Макрушин. Как мог возникнуть механизм старческой инволюции. Успехи геронтологии. 2001. № 7. С.50-51.
- А. V. Makrushin. What determines the stage of onthogenesis at which the diapause occurs. V European Workshop of Invertebrate Ecophysiology. St.-Peterburg. 9-15 September. Abstracts. Ed. by V. E. Kipyatkov. 2001. P. 11.
- А. В. Макрушин. Обратное развитие и старческая инволюция. Успехи геронтологии. 2003. Вып. 11. С. 47-48.
- А. В. Макрушин. О нарушении размножения Leptodora (Cladocera, Crustacea). Гидроб. ж. 2003. Т. 39. № 2. С. 116—119.
- А. В. Макрушин, И. Э. Степанова. Об избирательной проницаемости оболочек латентных яиц Moina (Daphniiformes, Crustacea). Зоол. ж. 2003. Т. 82. № 8. С. 1017—1018.
- А. В. Макрушин Эволюционные предшественники онкогенеза и старческой инволюции. Успехи геронтологии. 2004. Вып. 13. С. 32-43.
- А. В. Макрушин. Старение биосистем разного уровня. Успехи геронтологии. 2004. № 14. С. 31-33.
- А. В. Макрушин. Происхождение сходства механизмов старения и рака. Успехи геронтологии. 2005. Вып. 16. С. 48-50.
- А. В. Макрушин, И. В. Лянгузова. Оболочка пропагул беспозвоночных и растений: избирательная проницаемость и барьерные свойства. Журн. общ. биол. 2006. Т. 67. № 2. С. 120—126.
- А. В. Макрушин Первичный механизм старения. Успехи геронтологии. 2006. № 9. С. 25-27.
- В. Н. Воронин, А. В. Макрушин Экспериментальное заражение микроспридией Gurleya sp. (Gurleyidae) рачка Moina (Crustacea: Phyllopoda). Паразитология. 2006. Т. 40. № 6. С. 462—471.
- А. В. Макрушин. Участие апикального доминирования в процессах онкогенеза и старческой инволюции. Успехи геронтологии. 2007. Т. 20. № 4. С. 16-18.
- А. В. Макрушин. Как и почему возникли механизмы старения и онкогенеза: гипотеза. Журн. общ. биол. 2008. Т. 69. № 1. С. 19-24.
- А. В. Макрушин. У Bosminidae самый примитивный среди Anomopoda (Cladocera, Crustacea) эфиппий. Сб. мат. Междун. н. конф. «Биология: теория, практика, эксперимент». 2008. Саранск. С. 157—159.
- А. В. Макрушин. Влияние крайней изменчивости среды в лужах на Moina (Cladocera, Crustacea). Сб. мат. Междун. н. конф. «Биология: теория, практика, эксперимент». 2008. Саранск. C. 161—162.
- А. В. Макрушин. Самки Moina (Cladocera, Crustacea) умирают молодыми. Сб. мат. Междун. н. конф. «Биология: теория, практика, эксперимент». 2008. Саранск. С. 162—163.
- А. В. Макрушин. О термодинамической обусловленности эмбриональной диапаузы у первичноводных беспозвоночных. Сб. мат. Междун. н. конф. «Биология: теория, практика, эксперимент». 2008. Саранск. С. 159—160.
- А. В. Макрушин, А. Г. Петросян, С. Е. Дятлов, А. В. Кошелев. Образование эфиппия у Wlassicsia (Crustacea, Cladocera) и критика обоснованности подсемейства Macrothricinae, предложенного Дюмоном и Сильва-Брианом. Вест. Мордовск. ун-та. 2008. № 2. С. 137—140.
- А. В. Макрушин. Что может дать физиология растений для понимания природы старения и онкогенеза. Успехи геронтологии. 2008. Т. 21. № 2. С. 195—197.
- А. В. Макрушин. Грозит ли человечеству вымирание. Успехи геронтологии. 2008. Т. 21. № 3. С. 195—197.
- А. В. Макрушин. Роль апикального доминирования у унитарных видов. Вест. Тверского гос. ун-та. Серия биология и экология. 2008. № 25 (85). С. 131—134.
- А. В. Макрушин. Регрессией и ростом опухоли управляет, вероятно, механизм апикального доминирования. Научн. наследие акад. Л. А. Орбели. Структурные и функциональные основы эволюции функций, физиология экстремальных состояний. Сб. мат. Всерос. конф. СПб. 2008. С. 96-98.
- А. В. Макрушин. Природа механизма, управляющего ростом и регрессией опухоли. Астраханск. мед. журн. (Приложение). 2008. № 3. С. 176—177.
- А. В. Макрушин. Эндогенное ослабление гомеостаза. Успехи геронтологии. 2008. Т. 21. № 4. С. 546—547.
- А. В. Макрушин. Старение и канцерогенез — атавистические процессы, унаследованные от модульных предков: гипотеза. Успехи геронтологии. 2009. Т. 22. № 2. С. 228—232.
- А. В. Макрушин. Избирательная реактивность семян растений и латентных яиц ракообразных. Успехи современной биологии. 2009. Т. 123. № 4. С. 1-6.
- V. R. Alekseev, A. V. Makrushin, J.-S. Hwang. Does the survivalship of activated resting stages in toxic environments provide cues for ballast water treatment. Marine Pollution Bulletin. 2010. V. 61. P. 254—258.
- А. В. Макрушин. Витаукт надорганизменных биосистем (на примере сообществ общественных насекомых). Успехи геронтологии. 2010.-Т. 29. № 1. С. 56-58.
- А. В. Макрушин. Гипотеза о возникновении механизма старения. Успехи геронтологии. 2010. Т. 23. № 3. С. 346—348.
- A. V. Makrushin. Senescence and carcinogenesis as atavistic hrocesses inherited from modular ancestors: a hypothesis // Advances in Gerontology. 2011. V.1 .№ 1. pp. 228—232.